# Norrlandsstarr
Norrlandsstarr (Carex aquatilis) är en gräslik växtart inom familjen halvgräs.